# Law & Order: Los Angeles
Law & Order: Los Angeles o Law & Order: LA és una sèrie estatunidenca de tema policíac de la franquícia Law & Order que va començar el 2010 a la cadena NBC i va acabar el 2011. Se centra en la policia de Los Angeles, en la resolució dels crims que es cometen a la ciutat i dels judicis dels culpables.

## Història
El Departament de Policia està format pel detectiu Tomas TJ Jaruszalski, la tinent Arleen Gonzales i el detectiu Ricardo Morales, que abans treballava com a fiscal de districte i va decidir renunciar després de la mort de l'oficial Rex i unir-se a la policia.
Juntament amb aquest grup treballen els fiscals Jonah Joe Dekker i l'assistent de districte fiscal Connie Rubirosa, que deixa la seva feina a la ciutat de Nova York per traslladar-se a Los Angeles per a estar prop de la seva mare, que és malalta.
Amb ells també hi treballava el detectiu Rex Winters, que va morir d'un tret, i les assistents del districte fiscal Lauren Stanton, que va traslladar-se amb el seu xicot a Whasington DC, i Evelyn Price, que va decidir deixar la seva feina.

## Personatges
| Actor             | Personatge             | Feina                                         | N. d'episodis | Temporada   |
| ----------------- | ---------------------- | --------------------------------------------- | ------------- | ----------- |
| Corey Stoll       | Tomas "TJ" Jaruszalski | Detectiu Sargento Menor                       | 22            | 2010 - 2011 |
| Alfred Molina     | Ricardo Morales        | Fiscal del Districte (2010) & Detectiu (2011) | 16            | 2010 - 2011 |
| Rachel Ticotin    | Arleen Gonzales        | Tinent                                        | 21            | 2010 - 2011 |
| Alana de la Garza | Connie Rubirosa        | Fiscal adjunt del Districte                   | 8             | 2011        |
| Terrence Howard   | Jonah "Joe" Dekker     | Fiscal adjunt del Districte                   | 16            | 2010 - 2011 |

### Personatges recurrents
| Actor         | Personatge         | Feina                                                                     | N. d'episodis | Durada      |
| ------------- | ------------------ | ------------------------------------------------------------------------- | ------------- | ----------- |
| Tamlyn Tomita | Miwako Nishizawa   | Jutgessa d'instrucció de la Divisió de Robatoris i Homicidi de la policia | 10            | 2010 - 2011 |
| Peter Coyote  | Jerry Hardin       | Fiscal del Districte                                                      | 8             | 2010 - 2011 |
| Teri Polo     | Casey Ryan-Winters | Mestressa de casa                                                         | 3             | 2010, 2011  |

### Antics personatges principals
| Actor        | Personatge     | Posició                     | Episodis | Durada      | Causa                                                 | Estat |
| ------------ | -------------- | --------------------------- | -------- | ----------- | ----------------------------------------------------- | ----- |
| Skeet Ulrich | Rex Winters    | Detectiu                    | 14       | 2010 - 2011 | va morir d'un tret mentre sopava amb la família       | Mort  |
| Megan Boone  | Lauren Stanton | Fiscal adjunt del Districte | 7        | 2010 - 2011 | va renunciar a la feina per anar-se'n a Whasington DC | Viva  |
| Regina Hall  | Evelyn Price   | Fiscal adjunt del Districte | 7        | 2010 - 2011 | va renunciar a la feina                               | Viva  |

## Premis i nominacions
| Any  | Categoria                                                                                  | Premi              | Sèrie             | Resultat  |
| ---- | ------------------------------------------------------------------------------------------ | ------------------ | ----------------- | --------- |
| 2011 | Outstanding Supporting Actor in a Drama Series                                             | NAACP Image Award  | Terrence Howard   | Guanyador |
| 2011 | Best Actress/Television                                                                    | Imagen Award       | Alana de la Garza | Nominada  |
| 2011 | Best Primetime Television Program                                                          | Imagen Award       | Law & Order: LA   | Guanyador |
| 2011 | Best Performance in a TV Series Guest Starring, Young Actor 18-21 (episodio "Playa Vista") | Young Artist Award | Hutch Dano        | Nominat   |